# Strømmen Idrettsforening 2018
Questa voce raccoglie le informazioni riguardanti lo Strømmen Idrettsforening nelle competizioni ufficiali della stagione 2018.

## Stagione
A seguito dell'11º posto arrivato nel campionato 2017, nella stagione 2018 lo Strømmen avrebbe partecipato alla 1. divisjon ed al Norgesmesterskapet. Il 20 dicembre 2017 sono stati compilati i calendari per la 1. divisjon: alla 1ª giornata, lo Strømmen avrebbe fatto visita al Sandnes Ulf, al Sandnes Stadion.

## Rosa
| N. |                      | Ruolo | Calciatore            |
| -- | -------------------- | ----- | --------------------- |
| 1  | Canada (bandiera)    | P     | Simon Thomas          |
| 3  | Danimarca (bandiera) | D     | Thor Lange            |
| 4  | Norvegia (bandiera)  | D     | Kristian Jahr         |
| 5  | Norvegia (bandiera)  | D     | Sverre Bjørkkjær      |
| 6  | Norvegia (bandiera)  | D     | Anders Dieserud       |
| 7  | Norvegia (bandiera)  | A     | Petter Mathias Olsen  |
| 8  | Norvegia (bandiera)  | C     | Mathias Blårud        |
| 9  | Norvegia (bandiera)  | A     | Alexander Ruud Tveter |
| 9  | Norvegia (bandiera)  | A     | Martin Trøen          |
| 10 | Norvegia (bandiera)  | A     | Mustapha Achrifi      |
| 11 | Norvegia (bandiera)  | C     | Ulrich Østigård Ness  |
| 12 | Norvegia (bandiera)  | P     | Stian Bolstad         |
| 14 | Norvegia (bandiera)  | A     | Sindre Mauritz-Hansen |
| 15 | Islanda (bandiera)   | A     | Jake Pétur Martin     |

| N. |                     | Ruolo | Calciatore               |
| -- | ------------------- | ----- | ------------------------ |
| 17 | Norvegia (bandiera) | C     | Øystein Vestvatn         |
| 18 | Norvegia (bandiera) | C     | Mansour Gueye            |
| 19 | Norvegia (bandiera) | D     | Emil Sildnes             |
| 20 | Norvegia (bandiera) | A     | Magnus Solum             |
| 21 | Norvegia (bandiera) | D     | Johannes Grødtlien       |
| 23 | Norvegia (bandiera) | D     | Pål Steffen Andresen     |
| 24 | Mali (bandiera)     | P     | Oumar Diaby              |
| 30 | Norvegia (bandiera) | C     | Even Pedersen Habberstad |
| 31 | Norvegia (bandiera) | D     | Simen Berg Melby         |
| 40 | Norvegia (bandiera) | C     | Felix Anthonessen        |
| 79 | Norvegia (bandiera) | A     | Sebastian Pedersen       |
| –– | Nigeria (bandiera)  | C     | Moses Ebiye              |
| –– | Nigeria (bandiera)  | C     | Charles Ezeh             |

## Calciomercato

### Sessione invernale(dal 12/01 al 04/04)
| Arrivi | Arrivi                | Arrivi       | Arrivi        |
| R.     | Nome                  | da           | Modalità      |
| ------ | --------------------- | ------------ | ------------- |
| P      | Oumar Diaby           |              | svincolato    |
| D      | Sverre Bjørkkjær      | Haugesund    | definitivo    |
| D      | Johannes Grødtlien    | KFUM Oslo    | fine prestito |
| C      | Mansour Gueye         | Skeid        | definitivo    |
| C      | Øystein Vestvatn      | Follo        | definitivo    |
| A      | Sindre Mauritz-Hansen | Stabæk       | prestito      |
| A      | Petter Mathias Olsen  | Lillestrøm   | prestito      |
| A      | Sebastian Pedersen    | Strømsgodset | prestito      |

| Partenze         | Partenze             | Partenze     | Partenze      |
| R.               | Nome                 | a            | Modalità      |
| ---------------- | -------------------- | ------------ | ------------- |
| P                | Tobias Trautner      |              | svincolato    |
| D                | Madhusan Sandrakumar | Vålerenga    | fine prestito |
| D                | Steinar Strømnes     | Stabæk       | definitivo    |
| C                | Sami Loulanti        |              | svincolato    |
| C                | Stian Rasch          |              | svincolato    |
| A                | Kachi                | Sarpsborg 08 | fine prestito |
| A                | Madiou Konate        |              | ritiro        |
| Altre operazioni |                      |              |               |
| R.               | Nome                 | da           | Modalità      |
| A                | Petter Mathias Olsen | Lillestrøm   | fine prestito |

### Sessione estiva(dal 19/07 al 15/08)
| Arrivi | Arrivi                | Arrivi       | Arrivi     |
| R.     | Nome                  | da           | Modalità   |
| ------ | --------------------- | ------------ | ---------- |
| P      | Simon Thomas          | Kongsvinger  | definitivo |
| C      | Moses Ebiye           | Lillestrøm   | prestito   |
| C      | Charles Ezeh          | Lillestrøm   | prestito   |
| A      | Alexander Ruud Tveter | Sarpsborg 08 | prestito   |

| Partenze | Partenze     | Partenze        | Partenze   |
| R.       | Nome         | a               | Modalità   |
| -------- | ------------ | --------------- | ---------- |
| A        | Magnus Solum | Elverum         | definitivo |
| A        | Martin Trøen | Ullensaker/Kisa | definitivo |

## Risultati

### 1. divisjon

#### Girone di andata
| Arbitro: | Hansen (Oslo) |

|                           |           |                    |
| Vorthoren 53’ Eriksen 77’ | Marcatori | 82’ Mauritz-Hansen |

| Arbitro: | Aslam |

|                                         |           |  |
| Sildnes 20’ Jahr 45’ Mauritz-Hansen 82’ | Marcatori |  |

## Statistiche

### Statistiche di squadra
| Competizione       | Punti | In casa | In casa | In casa | In casa | In casa | In casa | In trasferta | In trasferta | In trasferta | In trasferta | In trasferta | In trasferta | Totale | Totale | Totale | Totale | Totale | Totale | DR |
| Competizione       | Punti | G       | V       | N       | P       | Gf      | Gs      | G            | V            | N            | P            | Gf           | Gs           | G      | V      | N      | P      | Gf     | Gs     | DR |
| ------------------ | ----- | ------- | ------- | ------- | ------- | ------- | ------- | ------------ | ------------ | ------------ | ------------ | ------------ | ------------ | ------ | ------ | ------ | ------ | ------ | ------ | -- |
| 1. divisjon        | 0     | 0       | 0       | 0       | 0       | 0       | 0       | 0            | 0            | 0            | 0            | 0            | 0            | 0      | 0      | 0      | 0      | 0      | 0      | 0  |
| Norgesmesterskapet | -     | 0       | 0       | 0       | 0       | 0       | 0       | 0            | 0            | 0            | 0            | 0            | 0            | 0      | 0      | 0      | 0      | 0      | 0      | 0  |
| Totale             | -     | 0       | 0       | 0       | 0       | 0       | 0       | 0            | 0            | 0            | 0            | 0            | 0            | 0      | 0      | 0      | 0      | 0      | 0      | 0  |

### Andamento in campionato
| Giornata  | 1 | 2 | 3 | 4 | 5 | 6 | 7 | 8 | 9 | 10 | 11 | 12 | 13 | 14 | 15 | 16 | 17 | 18 | 19 | 20 | 21 | 22 | 23 | 24 | 25 | 26 | 27 | 28 | 29 | 30 |
| --------- | - | - | - | - | - | - | - | - | - | -- | -- | -- | -- | -- | -- | -- | -- | -- | -- | -- | -- | -- | -- | -- | -- | -- | -- | -- | -- | -- |
| Luogo     | T | C | T | C | C | T | C | T | C | T  | C  | T  | C  | T  | C  | T  | C  | T  | C  | T  | C  | T  | C  | T  | T  | C  | T  | C  | T  | C  |
| Risultato | P | V |   |   |   |   |   |   |   |    |    |    |    |    |    |    |    |    |    |    |    |    |    |    |    |    |    |    |    |    |
| Posizione |   |   |   |   |   |   |   |   |   |    |    |    |    |    |    |    |    |    |    |    |    |    |    |    |    |    |    |    |    |    |

Fonte:  OBOS-ligaen 2018, su altomfotball.no, Altomfotball. URL consultato l'8 gennaio 2018 (archiviato dall'url originale il 12 gennaio 2018).
Legenda:

Luogo: C = Casa; T = Trasferta. Risultato: V = Vittoria; N = Pareggio; P = Sconfitta.

### Statistiche dei giocatori
| Giocatore              | 1. divisjon | 1. divisjon | 1. divisjon | 1. divisjon | Norgesmesterskapet | Norgesmesterskapet | Norgesmesterskapet | Norgesmesterskapet | Coppe europee | Coppe europee | Coppe europee | Coppe europee | Altre coppe | Altre coppe | Altre coppe | Altre coppe | Totale   | Totale | Totale      | Totale     |
| Giocatore              | Presenze    | Reti        | Ammonizioni | Espulsioni  | Presenze           | Reti               | Ammonizioni        | Espulsioni         | Presenze      | Reti          | Ammonizioni   | Espulsioni    | Presenze    | Reti        | Ammonizioni | Espulsioni  | Presenze | Reti   | Ammonizioni | Espulsioni |
| ---------------------- | ----------- | ----------- | ----------- | ----------- | ------------------ | ------------------ | ------------------ | ------------------ | ------------- | ------------- | ------------- | ------------- | ----------- | ----------- | ----------- | ----------- | -------- | ------ | ----------- | ---------- |
| M. Achrifi             | 0           | 0           | 0           | 0           | 0                  | 0                  | 0                  | 0                  |               |               |               |               |             |             |             |             | 0        | 0      | 0           | 0          |
| P. Andresen            | 0           | 0           | 0           | 0           | 0                  | 0                  | 0                  | 0                  |               |               |               |               |             |             |             |             | 0        | 0      | 0           | 0          |
| F. Anthonessen         | 0           | 0           | 0           | 0           | 0                  | 0                  | 0                  | 0                  |               |               |               |               |             |             |             |             | 0        | 0      | 0           | 0          |
| S. Berg Melby          | 0           | 0           | 0           | 0           | 0                  | 0                  | 0                  | 0                  |               |               |               |               |             |             |             |             | 0        | 0      | 0           | 0          |
| S. Bjørkkjær           | 0           | 0           | 0           | 0           | 0                  | 0                  | 0                  | 0                  |               |               |               |               |             |             |             |             | 0        | 0      | 0           | 0          |
| M. Blårud              | 0           | 0           | 0           | 0           | 0                  | 0                  | 0                  | 0                  |               |               |               |               |             |             |             |             | 0        | 0      | 0           | 0          |
| S. Bolstad             | 0           | -0          | 0           | 0           | 0                  | -0                 | 0                  | 0                  |               |               |               |               |             |             |             |             | 0        | 0      | 0           | 0          |
| O. Diaby               | 0           | -0          | 0           | 0           | 0                  | -0                 | 0                  | 0                  |               |               |               |               |             |             |             |             | 0        | 0      | 0           | 0          |
| A. Dieserud            | 0           | 0           | 0           | 0           | 0                  | 0                  | 0                  | 0                  |               |               |               |               |             |             |             |             | 0        | 0      | 0           | 0          |
| M. Ebiye               | 0           | 0           | 0           | 0           | -                  | -                  | -                  | -                  |               |               |               |               |             |             |             |             | 0        | 0      | 0           | 0          |
| C. Ezeh                | 0           | 0           | 0           | 0           | -                  | -                  | -                  | -                  |               |               |               |               |             |             |             |             | 0        | 0      | 0           | 0          |
| J. Grødtlien           | 0           | 0           | 0           | 0           | 0                  | 0                  | 0                  | 0                  |               |               |               |               |             |             |             |             | 0        | 0      | 0           | 0          |
| M. Gueye               | 0           | 0           | 0           | 0           | 0                  | 0                  | 0                  | 0                  |               |               |               |               |             |             |             |             | 0        | 0      | 0           | 0          |
| K. Jahr                | 0           | 0           | 0           | 0           | 0                  | 0                  | 0                  | 0                  |               |               |               |               |             |             |             |             | 0        | 0      | 0           | 0          |
| T. Lange               | 0           | 0           | 0           | 0           | 0                  | 0                  | 0                  | 0                  |               |               |               |               |             |             |             |             | 0        | 0      | 0           | 0          |
| J. Martin              | 0           | 0           | 0           | 0           | 0                  | 0                  | 0                  | 0                  |               |               |               |               |             |             |             |             | 0        | 0      | 0           | 0          |
| S. Mauritz-Hansen      | 0           | 0           | 0           | 0           | 0                  | 0                  | 0                  | 0                  |               |               |               |               |             |             |             |             | 0        | 0      | 0           | 0          |
| P. Olsen               | 0           | 0           | 0           | 0           | 0                  | 0                  | 0                  | 0                  |               |               |               |               |             |             |             |             | 0        | 0      | 0           | 0          |
| U. Østigård Ness       | 0           | 0           | 0           | 0           | 0                  | 0                  | 0                  | 0                  |               |               |               |               |             |             |             |             | 0        | 0      | 0           | 0          |
| E. Pedersen Habberstad | 0           | 0           | 0           | 0           | 0                  | 0                  | 0                  | 0                  |               |               |               |               |             |             |             |             | 0        | 0      | 0           | 0          |
| S. Pedersen            | 0           | 0           | 0           | 0           | 0                  | 0                  | 0                  | 0                  |               |               |               |               |             |             |             |             | 0        | 0      | 0           | 0          |
| A. Ruud Tveter         | 0           | 0           | 0           | 0           | -                  | -                  | -                  | -                  |               |               |               |               |             |             |             |             | 0        | 0      | 0           | 0          |
| E. Sildnes             | 0           | 0           | 0           | 0           | 0                  | 0                  | 0                  | 0                  |               |               |               |               |             |             |             |             | 0        | 0      | 0           | 0          |
| M. Solum               | 0           | 0           | 0           | 0           | 0                  | 0                  | 0                  | 0                  |               |               |               |               |             |             |             |             | 0        | 0      | 0           | 0          |
| S. Thomas              | 0           | -0          | 0           | 0           | -                  | -                  | -                  | -                  |               |               |               |               |             |             |             |             | 0        | 0      | 0           | 0          |
| M. Trøen               | 0           | 0           | 0           | 0           | 0                  | 0                  | 0                  | 0                  |               |               |               |               |             |             |             |             | 0        | 0      | 0           | 0          |
| Ø. Vestvatn            | 0           | 0           | 0           | 0           | 0                  | 0                  | 0                  | 0                  |               |               |               |               |             |             |             |             | 0        | 0      | 0           | 0          |